# Conny Bischofberger

Conny Bischofberger (2017)

Conny Bischofberger (* 21. Mai 1960 in Mellau, Vorarlberg) ist eine österreichische Journalistin und Buchautorin. Seit 1991 ist sie, mit einigen Unterbrechungen, Interviewerin der Kronen Zeitung.

## Werdegang
Conny Bischofberger maturierte 1978 in Innsbruck, ihr Jus-Studium brach sie nach einem Jahr ab. Bereits 1977 begann sie als Praktikantin bei der Neuen Vorarlberger Tageszeitung in Bregenz zu arbeiten, 1978 wurde sie Redaktionsaspirantin und schloss die dreijährige Ausbildung ab.

1983 wechselte sie zum St. Galler Tagblatt. 1985 übersiedelte sie nach Wien und war Redakteurin beim Kurier, wo sie ab 1988 ihr erstes Interview-Format „Zur Sache“ startete. 
In dieser Zeit war sie auch freie Mitarbeiterin bei der Weltwoche Zürich (1985 bis 1987) und dem Monatsmagazin Basta (1988), sowie Gesellschaftskolumnistin beim Magazin Wienerin.
1991 begann ihre Zeit als Star-Interviewerin bei der Kronen Zeitung, wo sie bis März 2006 die Sonntags-Kolumne „Persönlich“ gestaltete. In dieser Zeit schrieb sie auch Doppelinterview-Serien für Bild am Sonntag (1994 bis 1999), war Mitglied der Chefredaktion beim Aufbau des Frauenmagazins Woman (2001 bis 2002), sowie Chefredakteurin der täglichen Radio-Talkshow Resetarits live (2003 bis 2004).
Im Frühjahr 2006 sollte der Wechsel zum neu startenden Tageszeitungsprojekt Österreich erfolgen, wo Bischofberger für das „Interview des Tages“ und als Lehrende bei der hauseigenen Journalisten-Akademie verantwortlich sein sollte. Doch noch vor dem Start des Projektes nahm sie das Angebot an, die Sonntagsausgabe des Kurier zu leiten (bis September 2009).
Im Oktober 2011 ging Bischofberger wieder als Interviewerin zur Kronen Zeitung zurück. Außerdem ist sie dort journalistische Beraterin des Herausgebers und Chefredakteurs Christoph Dichand.
In fast drei Jahrzehnten als Interviewerin publizierte sie weit mehr als 1000 Interviews in österreichischen, deutschen und Schweizer Medien, unter anderem mit dem Dalai Lama.

### Privates
Conny Bischofberger hat aus einer Beziehung mit Hans Mahr zwei Söhne. Ihr älterer Bruder Norbert (* 1956) ist Biochemiker.

## Auszeichnungen
- Dritter Platz bei der „Wahl zum Journalisten des Jahres 2006“ in der Kategorie „Chefredakteurin“.[2]

## Bücher
- Conny Bischofberger: Sebastian Kurz: Reden wir über Politik. edition a, Wien 2022, ISBN 978-3-99001-618-3.
- Niki Lauda, Conny Bischofberger: Reden wir über Geld. Verlag edition a, Wien 2015, ISBN 978-3-99001-143-0.
- Marga Swoboda, Conny Bischofberger: Mitten ins Herz – die „Tag für Tag“-Kolumnen. Amalthea Verlag, Wien 2014, ISBN 978-3-85002-894-3.
- Helmut Zilk, Conny Bischofberger: Meine drei Leben. Die Erinnerungen. Amalthea Verlag, Wien 2007, ISBN 3-85002-615-9.
- Martina Leibovici-Mühlberger, Conny Bischofberger: Große Väter. Holzhausen Verlag, Wien 2006, ISBN 3-85493-120-4.
- Reinhard Gerer, Conny Bischofberger: Die kleinen Tricks der großen Köche. Aufgezeichnet von Conny Bischofberger. Orac Verlag, Wien, München, Leipzig 2005, ISBN 3-7015-0482-2.